# Avunkulat
Avunkulat (von lateinisch avunculus „Muttersbruder“) bezeichnet in der Ethnosoziologie eine Familienform und gemeinschaftliche Organisationsweise, bei welcher der Onkel mütterlicherseits (der Oheim: Bruder der Mutter) die soziale Vaterschaft für die Kinder seiner Schwester übernimmt; oft ziehen ihre Kinder auch zu ihm (Avunkulokalität) und erben schließlich seinen Status und Besitz, während seine eigenen Kinder bei ihrer Mutter oder deren Bruder verbleiben. Das Avunkulat wurde erstmals bei den nordamerikanischen Indianer-Stämmen der Huronen beobachtet.

## Soziale Funktion
Das Avunkulat als Form der Elternschaft findet sich weltweit bei vielen der rund 160 Ethnien und indigenen Völkern, die sich nach der mütterseitigen Abstammung organisieren (matrilinear). Bei ihnen spielt der biologische Vater bei der Erziehung und Entwicklung der Kinder keine oder nur eine untergeordnete Rolle und hat somit keine Autorität über seine leiblichen Kinder. In matrilinearen Verwandtschaftssystemen gelten Kinder in jedem Fall als mit ihrer Mutter verwandt, jedoch nicht zwangsläufig auch mit ihrem Vater (dem Partner oder Ehemann ihrer Mutter). Insbesondere in Gesellschaften mit freizügigem Sexualleben und Vielehen ist die genetische Verwandtschaft eines Vaters mit seinen Kindern nicht zu garantieren. Zur Förderung des eigenen Familienverbandes (Clan, Lineage) ist es infolgedessen von Vorteil, die blutsverwandten Kinder der eigenen Schwestern zu unterstützen.

## Interpretation von Lévi-Strauss
Der französische Anthropologe Claude Lévi-Strauss argumentierte dagegen 1945 in seinen Analysen anderer Ethnien stark gegen eine genetisch oder psychologisch reduzierende Interpretation. Stattdessen plädiert er dafür, kulturelle Phänomene als Zeichen geistigen Lebens zu sehen. Der menschliche Geist ordnet seiner Ansicht nach mittels Dichotomien und Kategorien die Welt zu einem verständlichen System („wildes Denken“). Auch das Avunkulat will Levi-Strauss im Systemzusammenhang der Familie gedeutet wissen. In seinen Beispielen stellt er heraus, dass die besondere Stellung des Onkels mütterlicherseits gegenüber seinem Neffen, wie sie in vielen Indianerstämmen anzutreffen ist (oder war), jeweils in umgekehrt symmetrischer Weise zu der Beziehung zwischen Frau und Mann oder Schwester und Bruder in Verbindung steht. Dagegen ist in Gesellschaften, in denen Schwester und Bruder mit einem Tabu im Umgang belegt sind, die Beziehung zwischen Ehepartnern sehr vertraulich. Andersherum sind in Gesellschaften, in denen Schwester und Bruder sehr eng miteinander verbunden sind, die Ehen oft durch großes Misstrauen gekennzeichnet. Erst in diesem größeren Zusammenhang kann laut Levi-Strauss die Rolle des Mutterbruders verstanden werden. Kritisiert werden Levi-Strauss’ Thesen über die elementaren Verwandtschaftsbeziehungen bezüglich ihrer Trennung zwischen biologischer Blutsverwandtschaft und sozialer Verwandtschaft, da die biologischen Verwandtschaften ihrerseits ein soziales Konstrukt aus der Sicht der jeweils analysierenden Gesellschaft darstellen.